# Heterotropus chivaensis
Heterotropus chivaensis är en tvåvingeart som beskrevs av Paramonov 1929. Heterotropus chivaensis ingår i släktet Heterotropus och familjen svävflugor.
Artens utbredningsområde är Uzbekistan. Inga underarter finns listade i Catalogue of Life.